# Pailharès
Pailharès é uma comuna francesa na região administrativa de Auvérnia-Ródano-Alpes, no departamento de Ardèche. Estende-se por uma área de 19,69 km². Em 2010 a comuna tinha 247 habitantes (densidade: 12,5 hab./km²).